# 2014 QU441
2014 QU441, também escrito como 2014 QU441, é um objeto transnetuniano que está localizado no cinturão de Kuiper, uma região do Sistema Solar. Este corpo celeste é classificado como um provável cubewano. Ele possui uma magnitude absoluta de 7,9 e tem um diâmetro estimado com 111 km.

## Descoberta
2014 QU441 foi descoberto no dia 18 de agosto de 2014 pelo The Dark Energy Survey.

## Órbita
A órbita de 2014 QU441 tem uma excentricidade de 0,104 e possui um semieixo maior de 41,140 UA. O seu periélio leva o mesmo a uma distância de 36,846 UA em relação ao Sol e seu afélio a 45,433 UA.